# Polska na zawodach Pucharu Europy w Lekkoatletyce 1993
Polska na zawodach Pucharu Europy w Lekkoatletyce 1993 – wyniki reprezentacji Polski w 14. edycji Pucharu Europy w 1993.
Zarówno reprezentacja żeńska, jak i męska, wystąpiły w tzw. Superlidze (najwyższej klasie rozgrywek), która odbyła się w dniach 26–27 czerwca 1993 w Rzymie.

## Mężczyźni
Polska zajęła 8. miejsce wśród dziewięciu drużyn, zdobywając 65 punktów i spadła do 1. Ligi (drugi poziom rozgrywek).
- 100 m: Marek Zalewski – 9 m. (13,72)
- 200 m: Robert Maćkowiak – 7 m. (21,21)
- 400 m: Tomasz Czubak – 6 m. (46,63)
- 800 m: Piotr Piekarski – 7 m. (1:48,29)
- 1500 m: Waldemar Glinka – 8 m. (3:41,09)
- 5000 m: Michał Bartoszak – 4 m. (13:31,78)
- 10000 m: Krzysztof Bałdyga – 8 m. (29:29,70)
- 110 m ppł: Ronald Mehlich – 9 m. (14,09)
- 400 m ppł: Piotr Kotlarski – 6 m. (50,31)
- 3000 m z przeszkodami: Artur Osman – 9 m. (8:49,47)
- skok wzwyż: Artur Partyka – 1 m. (2,30)
- skok o tyczce: Mirosław Chmara – 8 m. (5.20)
- skok w dal: Roman Golanowski – 8 m. (7,60)
- trójskok: Jacek Butkiewicz – 6 m. (16,50, wiatr +2,3)
- pchnięcie kulą: Helmut Krieger – 5 m. (18,41)
- rzut dyskiem: Marek Majkrzak – 7 m. (55,50)
- rzut młotem: Lech Kowalski – 6 m. (71,30)
- rzut oszczepem: Rajmund Kółko – 7 m. (74,52)
- sztafeta 4 × 100 m: Marcin Krzywański, Robert Maćkowiak, Marcin Czajkowski, Jarosław Kaniecki – 7 m. (39,78)
- sztafeta 4 × 400 m: Sylwester Węgrzyn, Paweł Januszewski, Artur Gąsiewski, Tomasz Czubak – 7 m. (3:09,29)

## Kobiety
Polska zajęła 7. miejsce wśród dziewięciu drużyn, zdobywając 62 punkty i spadła do 1. Ligi (drugi poziom rozgrywek).
- 100 m: Dorota Krawczak – 7 m. (11,81)
- 200 m: Katarzyna Zakrzewska – 9 m. (24,18)
- 400 m: Elżbieta Kilińska – 7 m. (53,15)
- 800 m: Małgorzata Rydz – 7 m. (2:01,5)
- 1500 m: Małgorzata Rydz – 4 m. (4:17,84)
- 3000 m: Anna Brzezińska – 6 m. (8:55,52)
- 10000 m: Aniela Nikiel – 9 m. (35:35,11)
- 100 m ppł: Dorota Krawczak – 8 m. (13,75)
- 400 m ppł: Monika Warnicka – 5 m. (55,82)
- skok wzwyż: Katarzyna Majchrzak – 3 m. (1,92)
- skok w dal: Agata Karczmarek – 7 m. (6,45, wiatr +2,7)
- trójskok: Agnieszka Stańczyk – 6 m. (13,34)
- pchnięcie kulą: Krystyna Danilczyk – 5 m. (18,04)
- rzut dyskiem: Renata Katewicz – 3 m. (61,68)
- rzut oszczepem: Genowefa Patla – 8 m. (55,22)
- sztafeta 4 × 100 m: Izabela Czajko, Katarzyna Zakrzewska, Monika Borejza, Dorota Krawczak – 7 m. (44,73)
- sztafeta 4 × 400 m: Monika Warnicka, Sylwia Pachut, Barbara Grzywocz, Elżbieta Kilińska – 7 m. (3:33,59)